# Raphael Lemkin
Raphael Lemkin (polsky: Rafał Lemkin) (24. června 1900 v Bezvodém (nyní Hrodenská oblast) – 28. srpna 1959 v New Yorku) byl polský právník židovského původu, autor termínu „genocida“ a návrhu Úmluvy o zabránění a trestání zločinu genocidia, která byla podepsána 9. prosince 1948.
Narodil se do rodiny Josefa Lemkina a Běly Pomeranzové. Jeho otec si pronajal farmu. Raphael měl dva bratry. V roce 1919 ukončil studium na střední škole v Białystoku, v letech 1919 až 1920 plnil vojenskou službu.
V letech 1925 až 1926 studoval právnickou fakultu na univerzitě Jana Kazimierza ve Lvově. Cestoval po Evropě, kde navštěvoval přednášky z oblasti společenských věd, mimo jiné na universitě v Heidelbergu, universitě v Berlíně a na pařížské Sorbonně.
V roce 1927 obhájil disertační práci. Po ukončení studia pracoval jako tajemník u varšavského odvolacího soudu, v té době vydal dva svazky židovské knihovny práva. Od roku 1927 byl členem-korespondentem Mezinárodního úřadu pro sjednocení trestního práva. Byl členem polské delegace na konferencích pro sjednocení trestního práva v Paříži v roce 1931, Madridu v roce 1933 a v Kodani v roce 1935.
V letech 1930 až 1931 působil jako asistent státního zástupce, nejprve u okresního soudu v Berežanech, potom u okresního soudu ve Varšavě. Od roku 1934 provozoval právnickou praxi ve Varšavě.
Po vypuknutí druhé světové války počátkem roku 1940 z území pod sovětskou okupací utekl přes Litvu do Švédska. Na jaře 1941 se usadil ve Spojených státech, kde pracoval jako poradce Úřadu ekonomické války (Bureau of Economic Warfare), Zahraničních hospodářských správ (Foreign Economic Administration) a Departamentu války USA.
V letech 1942-1943 napsal svou nejdůležitější knihu, Vláda sil Osy v okupované Evropě (The Axis Rule in Occupied Europe) (1944), věnovanou konceptu genocidy.
Během Norimberského procesu se stal poradcem Roberta H. Jacksona, hlavního prokurátora za USA. Od roku 1946 působil jako konzultant právního výboru OSN a spolu s Henri Donnendie de Vabresem napsal původní návrh Úmluvy o zabránění a trestání zločinu genocidy, která byla podepsána dne 9. prosince 1948. V letech 1948-1951 přednášel mezinárodní právo na Yaleově univerzitě.
V letech 1951-1952 byl nominován na Nobelovu cenu za mír. V roce 1955 byl vyznamenán Velkým křížem Řádu za zásluhy Spolkové republiky Německa.

## Vyznamenání
- velkokříž Řádu Carlose Manuela de Céspedes – Kuba, 1950